# Diócesis de San Miniato
La diócesis de San Miniato (en latín: Dioecesis Sancti Miniati y en italiano: Diocesi di San Miniato) es una circunscripción eclesiástica de la Iglesia católica en Italia. Se trata de una diócesis latina, sufragánea de la arquidiócesis de Florencia. Desde el 24 de diciembre de 2022 su obispo es Giovanni Paccosi.

## Territorio y organización

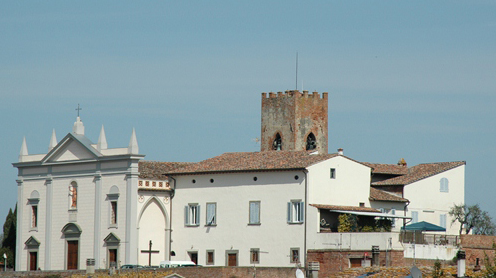
Santuario de la Virgen Madre de los Niños, en Cigoli

La diócesis tiene 691 km² y extiende su jurisdicción sobre los fieles católicos de rito latino residentes en parte de la región de Toscana, comprendiendo:
- en la ciudad metropolitana de Florencia la comuna de Cerreto Guidi, la mayor parte de la de Fucecchio (excepto la fracción de Massarella que pertenece a la diócesis de Pescia), parte de la de Vinci, y un minúsculo sector de la comuna de Empoli;
- en la provincia de Pisa las comunas de: Castelfranco di Sotto, Santa Maria a Monte, Santa Croce sull'Arno, San Miniato, Montopoli in Val d'Arno, Capannoli, Ponsacco, Casciana Terme Lari (creada en 2014 por fusión de las comunas de Casciana Terme y Lari), Palaia (excepto la parroquia de Santa Maria Assunta en la fracción de Montefoscoli), Terricciola (excepto las parroquias de San Donato en Terricciola y de San Bartolomeo en la fracción de Morrona), y parte de las comunas de Pontedera, Crespina Lorenzana (creada en 2014 por fusión de las comunas de Crespina y Lorenzana) y Fauglia, que comparte con la arquidiócesis de Pisa;
- en la provincia de Pistoya la comuna de Larciano.

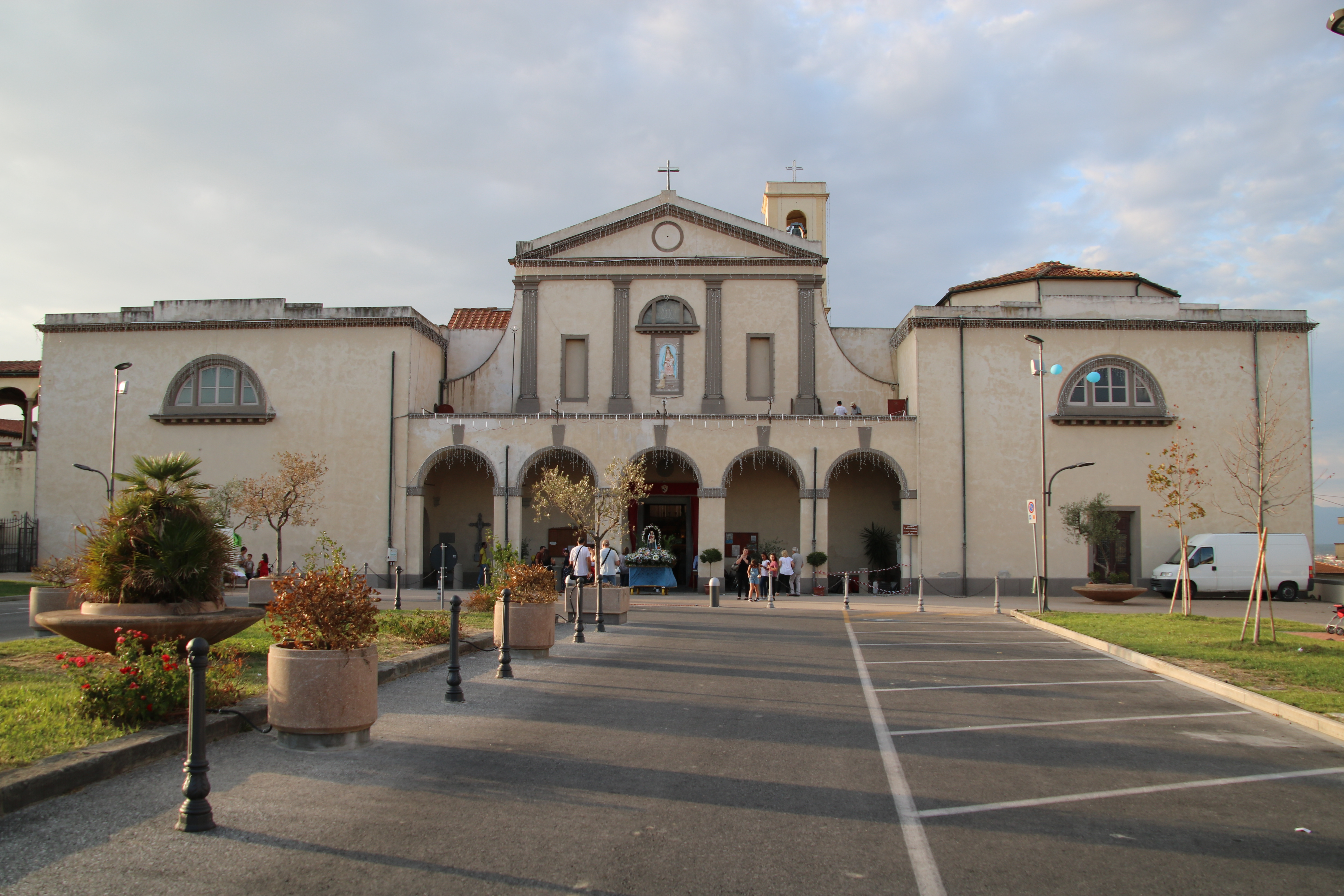
Santuario de María Madre de la Divina Gracia, en San Romano

La sede de la diócesis se encuentra en la ciudad de San Miniato, en donde se halla la Catedral de Santa María Asunta y San Ginés. Son reconocidas como santuarios diocesanos las siguientes iglesias:
- Santuario de la Virgen Madre de los Niños, en Cigoli;
- Santuario de María Madre de la Divina Gracia, en San Romano;
- Santuario del Santísimo Crucifijo, en Castelvecchio, San Miniato;
- Santuario de Santa Liberata, en Cerreto Guidi;
- Santuario de la Madonna delle Querce, en Querce de Fucecchio;
- Santuario de la Madonna delle Grazie, en Santa Croce sull'Arno;
- Santuario de Santa Maria delle Vedute, en la localidad de Vedute de Fucecchio;
- Santuario de la Santissima Annunziata, en Capannoli;
- Santuario de la Madonna di Ripaia, en Treggiaia de Pontedera.

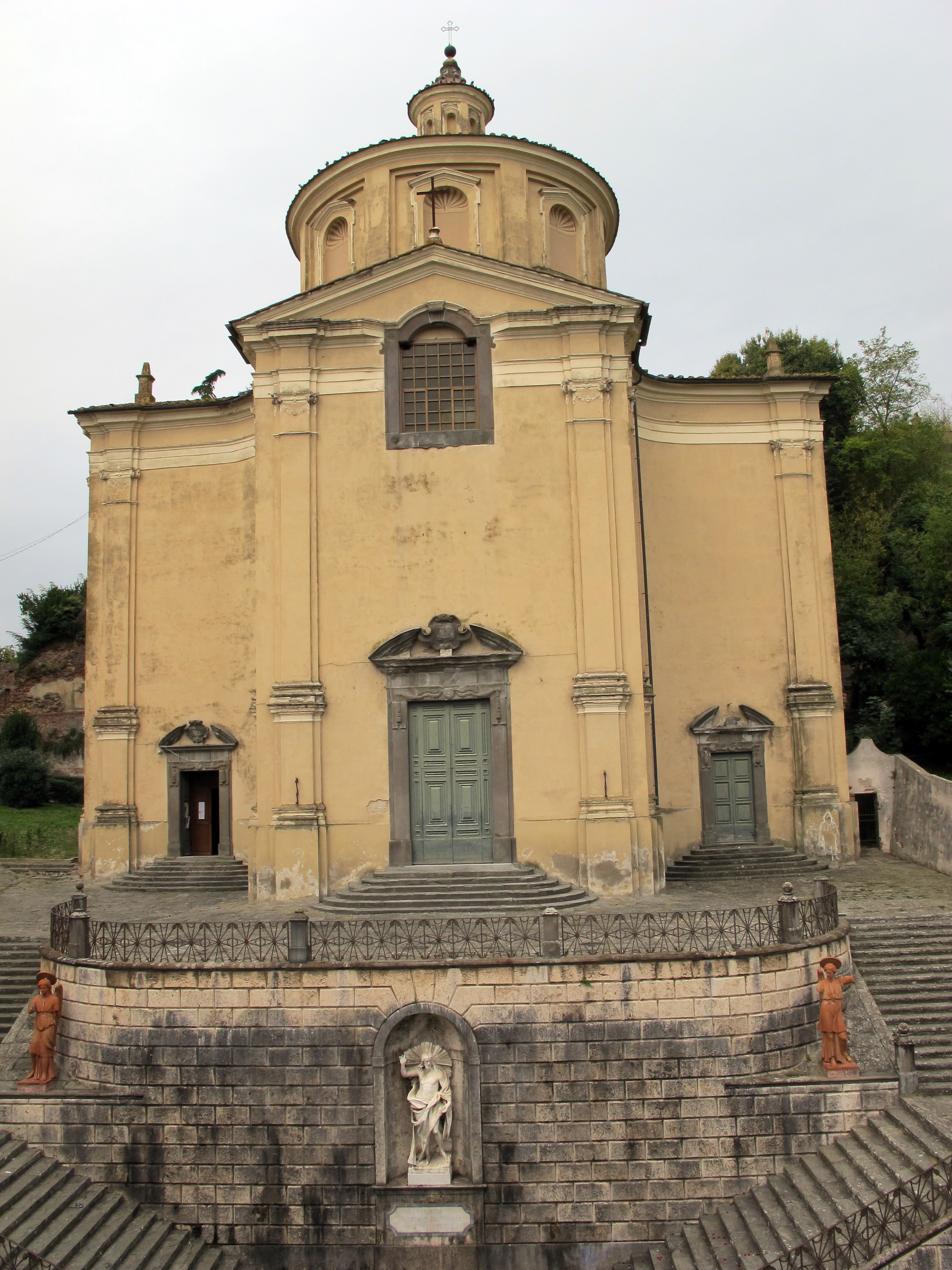
Santuario del Santísimo Crucifijo, en Castelvecchio

En 2022 en la diócesis existían 91 parroquias, que desde el 29 de noviembre de 2006 están agrupadas en 21 unidades pastorales, y estas en 4 vicariatos:
- El primer vicariato comprende las parroquias de las comunas de San Miniato y de Montopoli in Val d'Arno; las de Brusciana, Pianezzoli y Ponte a Elsa (Bastia), fracciones de Empoli; y las de La Rotta y Montecastello, fracciones de Pontedera.
- El segundo vicariato comprende las parroquias de las comunas de Palaia,[nota 1] Capannoli, Fauglia[2] Ponsacco y Casciana Terme Lari; las de Soiana y Selvatelle, fracciones de Terricciola; las de Gello y Treggiaia, fracciones de Pontedera; y las parroquias de Crespina, Cenaia y Tripalle, fracciones de la comuna de Crespina Lorenzana.
- El tercer vicariato comprende las parroquias de las comunas de Castelfranco di Sotto, Santa Croce sull'Arno y Santa Maria a Monte; y la fracción San Donato de la comuna de San Miniato;
- El cuarto vicariato comprende las parroquias de las comunas de Cerreto Guidi y de Fucecchio;[nota 2] las de Apparita y Streda en la comuna de Vinci; y la parroquia de Marcignana de la comuna de Empoli.

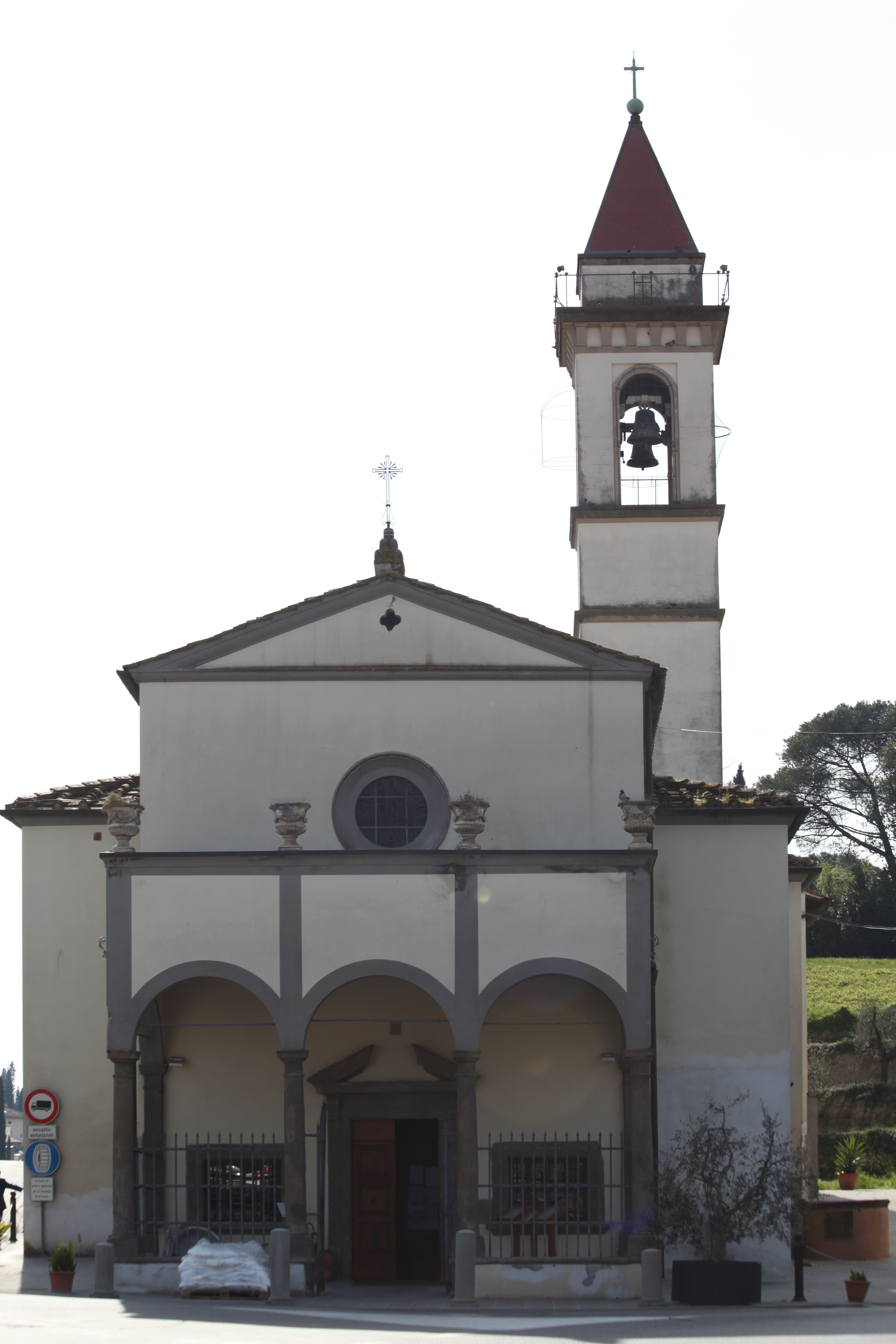
Santuario de Santa Liberata, en Cerreto Guidi

## Historia
San Miniato es mencionado por primera vez en el siglo VIII en un pergamino del 788, referente a un oratorio dedicado a san Miniato dependiente de la iglesia parroquial de San Ginés. En 1248 la iglesia parroquial de San Ginés, con su capítulo, fue trasladada a la iglesia de Santa María en San Miniato. Posteriormente la iglesia parroquial fue elevada al rango de colegiata y en 1526, mediante la bula Romanus Pontifex del papa Clemente VII, su preboste obtuvo el uso de las insignias pontificias.
En 1408 la República de Florencia ya tenía la intención de erigir una diócesis en San Miniato, para sustraerla a la jurisdicción de la arquidiócesis de Lucca. El proyecto, sin embargo, sólo se realizó dos siglos después, gracias principalmente al interés de María Magdalena de Austria, viuda de Cosme II de Médici. La diócesis fue erigida el 5 de diciembre de 1622 mediante la bula Pro excellenti del papa Gregorio XV, tomando su territorio de la arquidiócesis de Lucca, para un total de 118 parroquias en ese momento. La antigua colegiata fue elevada al rango de catedral con el título de Santa María Asunta y San Ginés. Las parroquias tomadas de la sede de Lucca correspondían a las encontradas en el territorio del Gran Ducado de Toscana. De este modo, las fronteras eclesiásticas llegaron a coincidir con las fronteras civiles entre la República de Lucca y el Gran Ducado. La nueva diócesis quedó sujeta a la provincia eclesiástica de la arquidiócesis de Florencia.
También la abadía vallombrosana de San Salvador de Fucecchio, con sus dependencias, fue agregada al territorio de la nueva diócesis. Estaba exenta de la jurisdicción de los arzobispos de Lucca y directamente sujeta a la abadesa del monasterio de las clarisas de Santa Maria de Gattaiola, que ejercía allí una jurisdicción cuasiepiscopal, hasta tal punto que fue llamada "la episcopa de Fucecchio".
El primer obispo fue el canónigo florentino Francesco Nori, que fue elegido recién en marzo de 1624 y tomó posesión de la nueva diócesis el 13 de agosto del mismo año. Le sucedió Alessandro Strozzi, ya obispo de Andria, quien convocó el primer sínodo diocesano en 1638. En 1650 el obispo Angelo Pichi fundó el seminario, que adquirió sede definitiva en 1685 y fue ampliado en el siglo siguiente. Los primeros prelados de San Miniato tuvieron una gran solicitud pastoral, a través de frecuentes sínodos y visitas pastorales, en un territorio que durante siglos había recibido raramente visitas de Lucca.
El 17 de marzo de 1727 la diócesis cedió el territorio de Altopascio a la nueva diócesis de Pescia, erigida por el papa Benedicto XIII.
A finales del siglo XVIII el obispo Francesco Brunone Fazzi apoyó las reformas introducidas por el gran duque Leopoldo II de Habsburgo-Lorena, pero se opuso firmemente al «proyecto de establecer una Iglesia nacional toscana de origen jansenista». Entre los obispos posteriores, se puede recordar a Torello Romolo Pierazzi, que estableció la biblioteca del seminario y la caja de ahorros; y Pío Alberto del Corona, declarado beato por el papa Francisco en 2014.
Con el obispo Carlo Falcini se inició la publicación del boletín diocesano (en 1911), mientras que con su sucesor Ugo Giubbi nació la Acción Católica y el semanario diocesano La Domenica. Al mismo obispo se le debe la celebración del primer congreso eucarístico diocesano.
A partir de la segunda mitad del siglo XX la diócesis conoció una profunda crisis vocacional con una drástica reducción del clero activo, con la consiguiente reducción de las parroquias y la encomienda de varias comunidades parroquiales a un solo sacerdote.

## Estadísticas
Según el Anuario Pontificio 2023 la diócesis tenía a fines de 2022 un total de 166 948 fieles bautizados.
| Año                                                                             | Población            | Población | Población      | Sacerdotes | Sacerdotes    | Sacerdotes    | Bautizados por sacerdote | Diáconos permanentes | Religiosos | Religiosos | Parroquias |
| Año                                                                             | Bautizados católicos | Total     | % de católicos | Total      | Clero secular | Clero regular | Bautizados por sacerdote | Diáconos permanentes | Varones    | Mujeres    | Parroquias |
| ------------------------------------------------------------------------------- | -------------------- | --------- | -------------- | ---------- | ------------- | ------------- | ------------------------ | -------------------- | ---------- | ---------- | ---------- |
| 1950                                                                            | 133 208              | 133 228   | 100.0          | 174        | 155           | 19            | 765                      |                      | 27         | 282        | 109        |
| 1970                                                                            | 134 500              | 134 800   | 99.8           | 158        | 133           | 25            | 851                      |                      | 29         | 260        | 107        |
| 1980                                                                            | 144 390              | 145 034   | 99.6           | 125        | 110           | 15            | 1155                     |                      | 17         | 253        | 107        |
| 1990                                                                            | 147 205              | 148 685   | 99.0           | 106        | 95            | 11            | 1388                     | 1                    | 12         | 168        | 91         |
| 1999                                                                            | 151 403              | 152 826   | 99.1           | 94         | 79            | 15            | 1610                     | 4                    | 16         | 137        | 90         |
| 2000                                                                            | 151 349              | 152 398   | 99.3           | 92         | 78            | 14            | 1645                     | 4                    | 15         | 123        | 90         |
| 2001                                                                            | 153 258              | 154 454   | 99.2           | 77         | 64            | 13            | 1990                     | 4                    | 14         | 122        | 90         |
| 2002                                                                            | 152 884              | 154 937   | 98.7           | 78         | 62            | 16            | 1960                     | 5                    | 18         | 103        | 90         |
| 2003                                                                            | 151 419              | 154 937   | 97.7           | 71         | 56            | 15            | 2132                     | 4                    | 16         | 135        | 91         |
| 2004                                                                            | 156 537              | 158 355   | 98.9           | 86         | 71            | 15            | 1820                     | 4                    | 16         | 115        | 91         |
| 2010                                                                            | 158 000              | 170 142   | 92.9           | 79         | 62            | 17            | 2000                     | 11                   | 21         | 108        | 91         |
| 2014                                                                            | 161 000              | 176 794   | 91.1           | 79         | 60            | 19            | 2037                     | 10                   | 24         | 98         | 91         |
| 2017                                                                            | 166 371              | 178 195   | 93.4           | 79         | 58            | 21            | 2105                     | 9                    | 23         | 93         | 91         |
| 2020                                                                            | 165 394              | 178 734   | 92.5           | 77         | 61            | 16            | 2147                     | 12                   | 18         | 83         | 91         |
| 2022                                                                            | 166 948              | 178 734   | 93.4           | 74         | 58            | 16            | 2256                     | 13                   | 17         | 80         | 91         |
| Fuente: Catholic-Hierarchy, que a su vez toma los datos del Anuario Pontificio. |                      |           |                |            |               |               |                          |                      |            |            |            |

## Episcopologio
- Francesco Nori † (11 de marzo de 1624-30 de diciembre de 1631 falleció)
- Alessandro Strozzi † (8 de marzo de 1632-28 de agosto de 1648 falleció)
- Angelo Pichi † (23 de noviembre de 1648-12 de diciembre de 1653 falleció)
- Pietro Frescobaldi † (19 de octubre de 1654-11 de diciembre de 1654 falleció)
- Giovan Battista Barducci † (26 de junio de 1656-17 de septiembre de 1661 falleció)
- Mauro Corsi, O.S.B.Cam. † (31 de julio de 1662-30 de diciembre de 1680 falleció)
- Jacopo Antonio Morigia, B. † (1 de septiembre de 1681-15 de febrero de 1683 nombrado arzobispo de Florencia)
- Michele Carlo Visdomini Cortigiani † (24 de marzo de 1683-15 de enero de 1703 nombrado obispo de Pistoya y Prato)
- Giovanni Francesco Maria Poggi, O.S.M. † (19 de febrero de 1703-14 de abril de 1719 falleció)
- Andrea Luigi Cattani † (4 de marzo de 1720-28 de octubre de 1734 falleció)
- Giuseppe Suares de la Concha † (26 de enero de 1735-27 de octubre de 1754 falleció)
- Domenico Poltri † (4 de agosto de 1755-30 de septiembre de 1778 falleció)
- Francesco Brunone Fazzi † (12 de julio de 1779-22 de enero de 1806 falleció)
- Pietro Fazzi † (6 de octubre de 1806-25 de agosto de 1832 falleció)
- Torello Romolo Pierazzi † (23 de junio de 1834-31 de enero de 1851 falleció)
  - Sede vacante (1851-1854)
- Francesco Maria Alli Maccarani † (30 de noviembre de 1854-10 de abril de 1863 falleció)
  - Sede vacante (1863-1867)
- Annibale Barabesi † (22 de febrero de 1867-2 de febrero de 1897 falleció)
- Beato Pio Alberto del Corona, O.P. † (2 de febrero de 1897 por sucesión-30 de agosto de 1907 renunció[nota 4])
- Carlo Falcini † (30 de agosto de 1907-13 de enero de 1928 falleció)
- Ugo Giubbi † (13 de julio de 1928-23 de septiembre de 1946 falleció)
- Felice Beccaro † (26 de noviembre de 1946-9 de febrero de 1972 falleció)
- Paolo Ghizzoni † (15 de abril de 1972-11 de junio de 1986 falleció)
- Edoardo Ricci † (27 de febrero de 1987-6 de marzo de 2004 retirado)
- Fausto Tardelli (6 de marzo de 2004-8 de octubre de 2014 nombrado obispo de Pistoya)
- Andrea Migliavacca (5 de octubre de 2015-15 de septiembre de 2022 nombrado obispo de Arezzo-Cortona-Sansepolcro)[nota 5]
- Giovanni Paccosi, desde el 24 de diciembre de 2022